# Gwydir Highway
Der Gwydir Highway ist eine Fernstraße im Nordosten des australischen Bundesstaates New South Wales. Er verbindet den Pacific Highway in Grafton mit dem Castlereagh Highway nördlich von Walgett.

## Namensherkunft
Die Straße ist nach dem Gwydir River benannt, dessen Unterlauf sie in ihrem westlichen Teil begleitet. Der Fluss wiederum ist nach einem kleinen Ort in Wales benannt.

## Verlauf

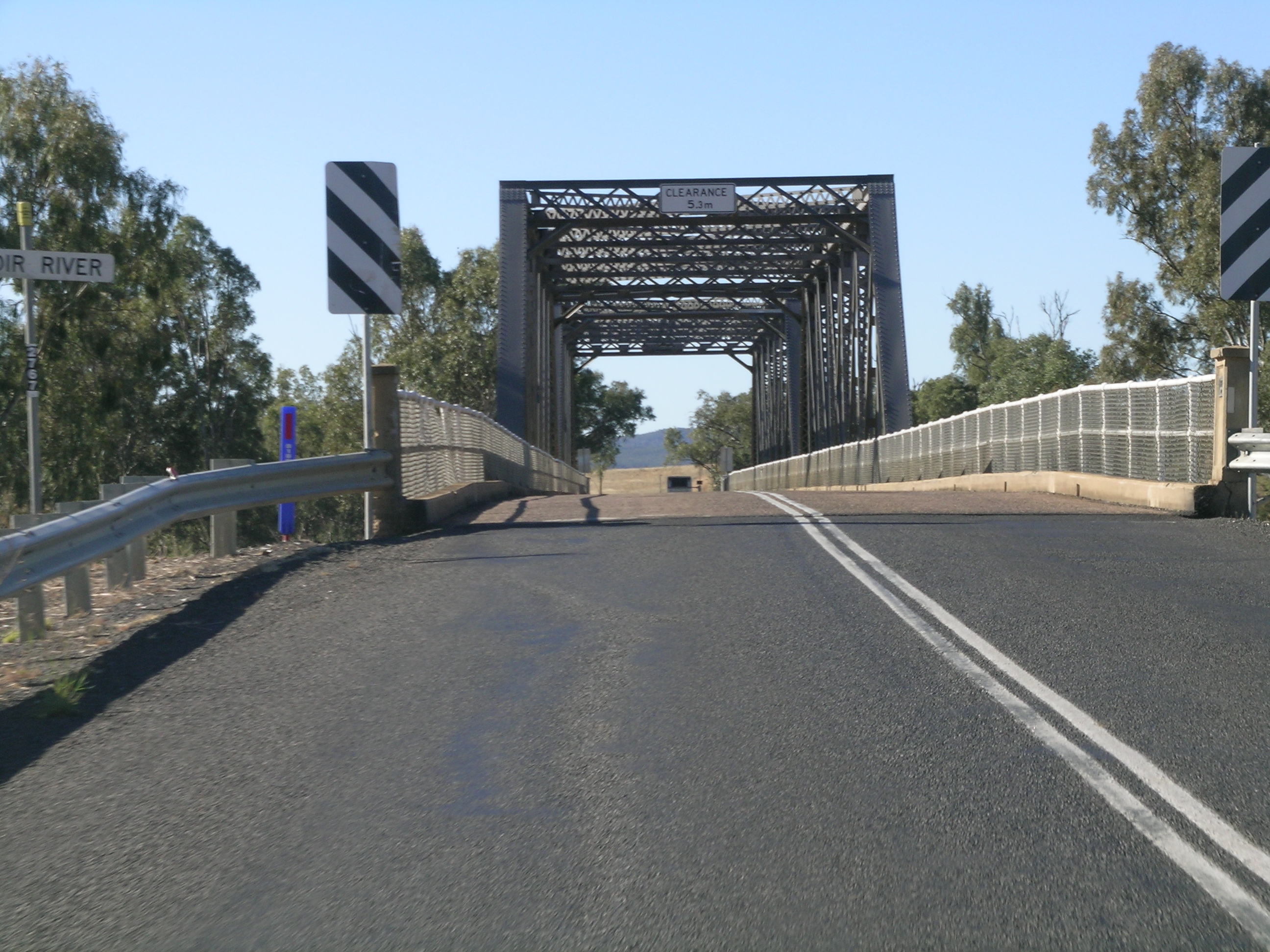
Brücke über den Gwydir River bei Gravesend

Der Gwydir Highway durchquert die New-England-Region von der Küste, über die Great Dividing Range bis hin zu den Ebenen im Landesinneren.
In Grafton zweigt die Fernstraße vom Pacific Highway nach West-Nordwesten, dem Clarence River folgend, ab. Am Westrand des Gibraltar-Range-Nationalparks erklimmt sie die Ostrampe der Great Dividing Range und wendet sich dabei nach West-Südwesten. In Glen Innes kreuzt sie den New England Highway (N15) und setzt ihren Weg nach Westen bis Inverell fort.
In Inverell überquert der Gwydir Highway den Macintyre River und setzt seinen Weg erneut nach West-Nordwesten fort. Über Delungra erreicht er die Stadt Warialda. Zwischen Glen Innes und Warialda verläuft der Fossickers Way gemeinsam mit dem Gwydir Highway. In Warialda biegt er nach Süden, Richtung Tamworth, ab. Bald nach Warialda erreicht die Straße den Gwydir River und in Moree kreuzt sie den Newell Highway (N39). Den Gwydir River begleitet die Straße nach Westen bis zu seiner Mündung in den Barwon River.
Der Gwydir Highway überquert den Barwon River bei Collarenebri und folgt ihm an seinem Nordwestufer flussabwärts bis 14 km nördlich von Walgett. Dort endet er am Castlereagh Highway (R55).